# Змијске богиње
Под тзв. групним термином „змијске богиње“ (енгл. snake goddesses; грч. θεά των όφεων) подразумевају се фигурине рађене од фајанса, које су пронађене у подземној ризници главног светилишта у Кнососу. Хронолошки их сврставамо у завршне године средњоминојског периода (1600—1580 пре н. е). Оне представљају младе жене, одевене у карактеристичну и раскошну критску ношњу: блузе стегнуте у струку, са рукавима и широким деколтеом који оставља наге груди; звонолике сукње, са прегачом и сликаним орнаментима; на глави имају једну врсту тијаре (тј. високе ваљкасте капе), око које су, као и око раширених руку, обавијене змије. Неки научници верују да су само богиње и свештенице носиле такав јелек, који им истиче груди, јер су на другим уметничким творевинама приметили жене обучене у тунике, припијене уз тело, које им покривају тај део тела. Међутим, није скроз сигурно какву су улогу имале, иако се претпоставља да су у питању хтонска божанства, или пак свештенице приказане у тренутку обављања ритуалног плеса са змијама, који вероватно има везе са регенерацијом природе након зимског периода.